# 61384 Arturoromer
61384 Arturoromer este un asteroid din centura principală de asteroizi.

## Descriere
61384 Arturoromer este un asteroid din centura principală de asteroizi. A fost descoperit pe 22 august 2000 la Gnosca de Stefano Sposetti. Asteroidul prezintă o orbită caracterizată de o semiaxă mare de 2,41 ua, o excentricitate de 0,20 și o înclinație de 2,2° în raport cu ecliptica.